# Estação Rocha
Rocha foi uma estação de trem do Rio de Janeiro. A estação ficava no bairro Rocha, localizado entre as estações de São Francisco Xavier e Riachuelo.

Desde abril de 1971 a estação se encontra desativada e demolida, sobrando apenas uma passagem subterrânea para pedestre.
Em junho de 2022 a prefeitura do Rio de Janeiro iniciou as obras de uma passarela para substituir a passagem subterrânea do Rocha. Orçada em 7 milhões de reais, a obra tem previsão de 210 dias para ser entregue. Após a conclusão, a passagem subterrânea do Rocha será desativada.